# Melanostomias pauciradius
Melanostomias pauciradius is een straalvinnige vissensoort uit de familie van Stomiidae. De wetenschappelijke naam van de soort is voor het eerst geldig gepubliceerd in 1938 door Matsubara.